# Maňa
Maňa é um município da Eslováquia, situado no distrito de Nové Zámky, na região de Nitra. Tem 21,59 km² de área e sua população em 2018 foi estimada em 2.025 habitantes.

## Demografia
| Ano:        | 1994 | 2004   | 2014   | 2024   |
| ----------- | ---- | ------ | ------ | ------ |
| Broj ljudi: | 2139 | 2072   | 2078   | 1947   |
| Razlika:    |      | -3,13% | +0,28% | -6,30% |

| Ano:               | 2023 | 2024   |
| ------------------ | ---- | ------ |
| Número de pessoas: | 1958 | 1947   |
| Diferença:         |      | -0,56% |